# Theodore Pappas
Theodore N. "Ted" Pappas é o atual editor-executivo da Enciclopédia Britânica. Anteriormente ele era gestor da revista paleoconservativa Chronicles: A Revista de Cultura Americana. Ele também escreveu Plagiarism and the Culture War: The Writings of Martin Luther King Jr. e Other Prominent Americans.